# سالي فورست
سالي فورست (ولدت باسم كاثرين فيني؛ 28 مايو 1928 - 15 مارس 2015)، كان ممثلة أفلام ومسرح وممثلة تلفزيونية أمريكية من جيل الأربعينيات والخمسينيات. درست الرقص في سن مبكرة، بعد تخرجها من المدرسة الثانوية وقعت عقد مع مترو غولدوين ماير.

## حياتها المبكرة
ولدت في سان دييغو إلى مايكل ومارغريت فيني. كان والدها ضابطا مهنيا في البحرية الأميركية، إنتقلت عائلتها إلى قواعد بحرية مختلفة، ولكنهم أستقروا أخيراً في سان دييغو. أصبح هو وزوجته في وقت لاحق راقصين في قاعة الرقص، ودرسوا دروس الرقص، حيث بدأت ابنتهم تتعلم الرقص باحترافية مثلهم. 

## أخرى
كانت فورست وزوجها فرانك أصحاب منزل جان هارلو وبول برن في إيستون دريف في بيفرلي هيلز. وقاموا ببيعه إلى جاي سبرينغ ‏ قبل مقتله في منزل قريب من منزل شارونن تاتي.

## الوفاة
توفيت فورست، وهي أرملة منذ عام 2004، بسبب السرطان في 15 مارس 2015، وهي تبلغ من العمر 86 عاماً، في منزلها فيبيفرلي هيلز بولاية كاليفورنيا. حيث كانت تعيش مع ابنة أختها، شارون دورهام، وأبنائها، مايكل ومارك فيني. 

## وصلات خارجية
- سالي فورست على موقع IMDb (الإنجليزية)
- سالي فورست على موقع الموسوعة البريطانية (الإنجليزية)
- سالي فورست على موقع ألو سيني (الفرنسية)
- سالي فورست على موقع أول موفي (الإنجليزية)
- سالي فورست على موقع قاعدة بيانات برودواي على الإنترنت (الإنجليزية)
- سالي فورست على موقع قاعدة بيانات الأفلام السويدية (السويدية)
- سالي فورست على موقع إن إن دي بي (الإنجليزية)
- سالي فورست على موقع قاعدة بيانات الفيلم (الإنجليزية)
- سالي فورست على موقع كينوبويسك (الروسية)
- Sally Forrest profile, afi.com; accessed August 14, 2015.
- Sally Forrest at Glamour Girls of the Silver Screen
- Sally Forrest dance profile, artsmeme.com; accessed August 14, 2015.